# 조광한 (전한)
조광한(趙廣漢, ? ~ 기원전 64년)은 전한 후기의 관료로, 자는 자도(子都)이며, 탁군 여오현(蠡吾縣) 사람이다.

## 생애
젊어서 군의 아전과 주의 종사(從事)를 지냈고, 청렴결백하고 유능하여 명성이 있었다. 수재로 천거되어 평준령(平準令)이 되었고, 또 효렴으로 천거되어 양책령(陽翟令)이 되었다. 근무 성적이 특히 우수하여 경보도위(京輔都尉)가 되었고, 이후 수(守)경조윤으로 승진하였다.
소제가 붕어하였을 때 능묘 조성을 담당한 자가 비리를 저질렀는데, 조광한은 담당자에게 경고하였다가 그가 잘못을 고치지 않자 체포하였다. 담당자는 세도가와 친분이 있었기 때문에 주변에서 구명을 탄원하였으나 조광한은 듣지 않았고, 담당자의 일족과 세도가는 억지로 구출해내려 하였으나 조광한은 이 또한 저지하였다. 결국 담당자는 주살되었고, 서울에서는 조광한의 행동을 칭송하였다.
소제의 뒤를 이어 즉위한 창읍왕은 곽광의 손에 폐위되고, 선제가 뒤를 이어 즉위하였다. 조광한은 선제 즉위에 힘쓴 공로로 관내후에 봉해졌다.
이후 조광한은 영천태수로 발령되었다. 영천에 도착한 조광한은 전임 태수들조차 손을 쓰지 못하던, 영천에서 위법 행위를 일삼던 호족의 수괴를 주살하여 위엄을 보였다.
이때 영천에서는 유력한 호족들끼리 통혼하였고, 아전들은 호족과 영합하고 있었다. 조광한은 호족들의 사이를 이간질하고, 또 아전과 백성들을 부려 염탐하였다. 영천의 풍속은 교화되고, 도적은 생기더라도 바로 붙잡혔다. 조광한의 위명은 전국에 알려져 흉노조차 두려움에 떨었다.
본시 2년(기원전 72년), 한나라에서 다섯 장군을 보내 흉노를 쳤을 때 조광한은 포류장군(蒲類將軍) 조충국의 밑에서 종군하였다. 임무를 마치고 돌아와 다시 수경조윤이 되었고, 이듬해에 정식 경조윤으로 취임하였다.
조광한은 부하들의 능력을 모두 파악할 줄 알았다. 또 사람들에게 온화하게 대하고, 좋은 일이 있으면 모두 공을 부하에게 돌렸다. 때문에 아전들은 모두 조광한을 위해 위험한 일도 마다하지 않았다. 잘못을 저지르는 이가 있으면 먼저 훈계를 하고, 그래도 고치지 않으면 바로 벌을 내렸다. 또 직접 문초하지 않고 상대방이 자백하게 하는 데에 뛰어나, 아무도 그에 따라올 자가 없었다. 조광한이 장안의 유격(游徼·순라꾼)의 급여를 올려주니 유격들은 전보다도 자중하였고, 억지로 법을 곡해하여 사람을 잡아들이지 않았다. 경조윤의 정치는 깨끗해졌고, 백성과 아전들은 조광한을 칭송하였다. 늙은이들도 한나라 경조윤 중 조광한만한 이가 없다고 평하였다. 범법자는 경조윤을 떠나 우부풍·좌풍익 등지로 달아났고, 조광한은 그곳이 자신의 관할이 아님을 한탄하였다.
조광한은 곽광을 섬겼었다. 하지만 곽광이 죽은 후 선제의 본심을 알아차리고는, 장안의 아전을 동원하여 곽광의 아들 곽우의 집을 압수수색하였다. 곽우의 누이인 곽황후는 선제에게 울며 호소하였으나 선제는 내심 조광한을 지지하였고, 그를 불러 사정을 들었다. 이후 조광한은 귀인이나 대신들도 꺼리지 않기 시작하였다.
어느 날, 조광한의 빈객이 장안에서 밀주를 팔다가 승상부(丞相府)의 관리에게 적발되었다. 조광한은 소현(蘇賢)을 밀고자라고 생각하여 그를 탄핵하였는데, 소현의 부모가 무죄를 주장하여 조광한을 고발하였다. 결국 조광한 또한 문초를 받아 유죄 판결을 받았으나, 감봉 처분을 받는 것으로 끝났다. 하지만 조광한은 이번에는 소현과 같은 고을 출신인 영축(榮畜)이 밀고했다고 여겨, 다른 죄명을 들어 그를 죽였다.
영축을 죽인 사건 또한 고발을 받아, 승상과 어사대부가 직접 사건을 수사하기에 이르렀다. 조광한은 승상 위상의 범법행위를 조사하던 중 승상부의 계집종이 자살한 사실을 발견하여, 이를 구실로 삼아 자신을 수사하지 말 것을 위상에게 제안하였으나 묵살되었다. 이에 조광한은 위상의 부인이 계집종을 죽였다고 고발하였고, 이 사건은 경조윤이 수사하게 되었다. 조광한은 몸소 관리와 병졸을 이끌고 승상부에 쳐들어가 위상의 부인을 문초하였고, 노비 십수 명을 끌고 갔다.
위상은 조광한이 무고한 것이라고 선제에게 상주하였다. 정위가 조사한 결과 위상의 부인은 계집종을 죽이지 않았고, 그 계집종은 매를 맞고 스스로 목숨을 끊은 것으로 밝혀졌다. 결국 조광한은 승상사직 파연수의 탄핵을 받아 하옥되었다. 장안의 관리와 백성들 중 울음을 터뜨리는 이가 수만 명이나 되었고, 조광한을 위해 죽고자 하는 이도 있었으나, 결국 조광한은 요참에 처해졌다.
비록 죄를 지어 주살되었지만 백성들은 조광한의 경조윤으로서의 치적을 흠모하여, '앞에는 조·장(조광한·장창)이 있었고, 뒤에는 삼왕(왕존·왕장·왕준)이 있었다'고 이야기하였다.
송 태조는 조광한의 후예를 자처하였다.

## 출전
- 반고, 《한서》
  - 권8 선제기
  - 권19하 백관공경표 下
  - 권76 조윤한장양왕전

| 전임 팽조 | 전한의 수경조윤 (소제 말기) | 후임 성 |

| 전임 성 | 전한의 수경조윤 기원전 72년 - 기원전 71년 | 후임 (정식 취임) |

| 전임 (수직) | 전한의 경조윤 기원전 71년 - 기원전 64년 | 후임 유 |